# Rostisław Platt
Rostisław Janowicz Platt (ros. Ростислав Янович Плятт; ur. 30 listopada?/13 grudnia 1908 w Rostowie nad Donem, zm. 30 czerwca 1989 w Moskwie) – radziecki aktor filmowy, teatralny i głosowy.
W latach 1939–1987 wystąpił m.in. w filmach Ludzie interesu i Siedemnaście mgnień wiosny.
Został odznaczony tytułem Ludowego Artysty ZSRR w 1961 roku. Laureat Nagrody Państwowej ZSRR w 1982 roku.
Spoczywa na Cmentarzu Nowodziewiczym w Moskwie.

## Filmografia

### Role filmowe
- 1939: Lenin w 1918 roku (Ленин в 1918 году)
- 1940: Podrzutek (Подкидыш)
- 1940: Wiatr ze wschodu (Ветер с востока)
- 1941: Marzenie (Мечта)
- 1944: Zoja (Зоя)
- 1947: Wiosna (Весна)
- 1947: Nauczycielka wiejska (Сельская учительница)
- 1949: Bitwa Stalingradzka (Сталинградская битва)
- 1950: Zwycięzca przestworzy (Жуковский)
- 1950: Śmiali ludzie (Смелые люди)
- 1956: Zbrodnia przy ulicy Dantego (Убийство на улице Данте)
- 1958: Narzeczony z tamtego świata (Жених с того света)
- 1962: Ludzie interesu (Деловые люди)
- 1965: Naprzeciw burzy (Иду на грозу)
- 1968: Błąd rezydenta (Ошибка резидента)
- 1970: Los rezydenta (Судьба резидента)
- 1971: Dwanaście krzeseł (12 стульев) jako narrator
- 1971: Wszyscy ludzie króla (Вся королевская рать)
- 1973: Siedemnaście mgnień wiosny (Семнадцать мгновений весны)
- 1974: Kraksa (Авария)
- 1984: Niespodziewane wizyty (Послесловие)

### Role głosowe
- 1950: Gdy na choinkach zapalają się ognie (Когда зажигаются ёлки)
- 1954: Wszystkie drogi prowadzą do bajki (Стрела улетает в сказку)
- 1955: Choinka (Снеговик-почтовик) jako wilk
- 1981: Alicja w Krainie Czarów (Алиса в Стране чудес) jako narrator
- 1982: Alicja po drugiej stronie lustra (Алиса в Зазеркалье) jako narrator

## Odznaczenia
- Medal Sierp i Młot Bohatera Pracy Socjalistycznej (2 marca 1989)
- Order Lenina (dwukrotnie, 13 grudnia 1978 i 2 marca 1989)
- Order Rewolucji Październikowej (28 czerwca 1982)
- Order Czerwonego Sztandaru Pracy (dwukrotnie, 19 kwietnia 1949 i 13 grudnia 1968)
- Order Przyjaźni Narodów (12 grudnia 1983)
- Order Znak Honoru (6 września 1947)

I medale.